# كيته ميته
كيته ميته (بالألمانية: Käthe Miethe) (11 مارس 1893 – 12 مارس 1961) هي كاتبة ألمانية.
كان أبوها أدولف ميته كيميائيا وفيزيائيا. وحين استدعي أبوها في عام 1899 إلى الكلية التقنية الملكية في برلين، انتقلت العائلة إلى برلين. وبعد أن درست شؤون المكتبات عملت مترجمة وصحفية. انتقلت في عام 1939 من برلين إلى ألتهاجن وعملت كاتبة مستقلة.
كتبت كتبا للأطفال والشباب، ونشرت كذلك أعمالا حول وطنها الاختياري das Fischland وكذلك أماكن أخرى في منطقة بحر البلطيق. تعد بعض كتبها مثل Das Fischland من أهم الأعمال الرائدة في أدب الموطن Heimatliteratur.

## من أعمالها
•	Das Fischland, 1949
•	Unter eigenem Dach, 1949
•	Bark Magdalene, 1951